# Альтопьяно-делла-Виголана
Альтопья́но-де́лла-Вигола́на (итал. Altopiano della Vigolana) — коммуна в Италии, расположена в автономной области Трентино-Альто-Адидже, подчиняется административному центру Тренто.
Население коммуны, на 01.01.2024 года, составляет 5110 человек, плотность населения ─ 114,44 чел./км². Коммуна занимает площадь 44,65 км². 
Почтовый индекс — 38092. Телефонный код — 0461.

## История
Коммуна Альтопьяно-делла-Виголана была образована 1 января 2016 года в результате слияния соседних муниципалитетов Бозентино, Чента-Сан-Николо, Ваттаро и Виголо-Ваттаро.

## Климат
Согласно климатической классификации итальянских коммун, коммуна Альтопьяно-делла-Виголана входит в климатическую зону F, количество градусо-дней составляет 3532.

## Администрация коммуны
Главой коммуны является мэр Паоло Дзанлукки, с 18 ноября 2019 года.